# VIAK
VIAK var ett Stockholmsbaserat konsultföretag som sysslade med vägbyggnad, vatten och miljö. VIAK var en försvenskad förkortning av Via et Aqua (latin för "väg och vatten"). Företaget bildades 1930 då under namnet Ingenjörsfirman VIAK, Olsson & Jonsson. Det hade länge sitt huvudkontor i Vällingby centrum men verksamheten var tidigt spridd i Sverige, med exempelvis kontor i Jönköping, Göteborg och i Vänersborg, men senare även utanför Sveriges gränser.
På 1980-talet introducerades bolaget på Stockholmsbörsens OTC-lista. Företaget köptes senare upp av VBB och bildade VBB VIAK, som numera ingår i SWECO med andra tidigare bolag som exempelvis Theorells och FFNS.